# 野村豊
野村 豊（のむら ゆたか、1926年3月14日 - ）は、日本の外交官、国際公務員。駐ヴェネズエラ特命全権大使等を経て、駐イラン特命全権大使。イランに在任中、「トルコ航空機によるテヘラン邦人救出事件」が発生。

## 人物・経歴
第八高等学校を経て、1947年東京帝国大学法学部法律学科卒業、外務省入省。在連合王国日本国大使館一等書記官等を経て、1965年外務省経済協力局技術協力課長。1967年外務省経済協力局国際協力課長。
同年外務省経済協力局政策課長。1969年経済協力開発機構日本政府代表部参事官。1970年在アメリカ合衆国日本国大使館参事官。1973年外務省国際連合局外務参事官。1974年外務省経済局次長。1976年外務大臣官房調査部長。
1978年駐ヴェネズエラ兼グレナダ兼トリニダッド・トバコ兼スリナム兼ガイアナ兼バルバドス特命全権大使。1981年国際協力事業団理事。
1983年から駐イラン特命全権大使。在任中の1985年3月、下記の「トルコ航空機によるテヘラン邦人救出事件」が発生。
1987年駐スウェーデン特命全権大使。1991年から96年まで国際機関日本アセアンセンター事務総長。1996年勲二等旭日重光章受章。1997年日本国際協力システム理事長。
トルコ航空機によるテヘラン邦人救出事件（1985年3月19日）
日本・トルコ友好125周年記念として2015年に制作された日本トルコ合作映画『海難1890』（かいなん いちはちきゅうぜろ）では、駐イラン大使野村豊役を俳優永島敏行が演じている。
この映画では「日本の野村大使がトルコ側に働きかけて、トルコ航空機の派遣が決定された」という筋書きになっているが、野村大使自身はそうした発言はしていないし、日本トルコ協会の「日本とトルコ１３０周年記念特設サイト　日本とトルコの絆」にも、そうした記載はない。あくまでも、日常的な各国外交官どうしの会話の中で、「いざという時は宜しく」といった話をしたのみで、この事件に際してトルコ側に要請を行ったとは、野村大使自身も発言していない。
一方、日本トルコ協会創立８０周年記念「アナトリアニュース118号」の「トルコ航空によるイラン在留邦人救出事件　ー　トルコが日本に示した最高の友情に小泉純一郎前総理も大感激」によれば、実際には、伊藤忠商事イスタンブール支店長の森永堯氏が、直接にトルコのオザル首相に働きかけ、数時間のうちにオザル首相が迅速な英断を下してトルコ航空の派遣が決まったというのが真相である。森永氏自身の著作（「トルコ　世界一の親日国」明成社、平成22/1/23）、門田隆将「日本、遥かなり　ー　エルトゥールルの「奇跡」と邦人救出の「迷走」」（PHP研究所、2015/12）の「第七章　首相を動かした男」などでも、実際には森永氏個人の貢献だったことが、その経過の克明な記載とともに、生々しく述べられている。
野村元大使は、２００７年１０月２８日に中近東文化センターで行われたシンポジウム 『イランからの脱出～日本人を救出したトルコ航空～』」 （日本トルコ協会「アナトリアニュース１２１号」所収）において、「フセインの言うタイムリミットの前日の18日夕方、ビルセル大使（＝トルコの駐イラン大使）から、「明日、トルコ航空機が２機来る。空席があるから日本人の搭乗希望者数を教えてほしい」という電話がきました。」と語っている。これによると、日本の外務省は、全てが決まった後に、トルコ外務省からその連絡を受けたという経緯だったことがわかる。